# Sura (miasto)
Sura – miasto w południowej części starożytnej Babilonii, nad Eufratem, będące wraz z Pumbeditą jednym z najważniejszych centrów badań nad Torą. W tych miastach powstała ostateczna redakcja Talmudu Babilońskiego.
Sura słynęła z produktów rolniczych, takich jak winogrona, pszenica, czy jęczmień.